# Šamakijska astrofizička opservatorija
Šamakijska astrofizička opservatorija, nazvan po Nasredinu Tusiju iz Nacionalne akademije nauka Azerbejdžana (ANAS ShAO; азер. Azərbaycan Milli Elmlər Akademiyası Nəsirəddin Tusi adına Şamaxı Astrofizika Rəsədxanası) je osnovan 17. novembra 1959. godine, po dekretu Br. 975 Savet ministara Azerbejdžana SSR. ShAO deluje kao istraživački institut u okviru Odeljenja za fizičke, matematičke i tehničke nauke ANAS. Opservatorija se nalazi na severoistoku Velikog Kavkaskog lanca, 150 km od grada Bakua, u istočnom delu planine Pirkuli, na nadmorskoj visini od 1435–1500 m, u geografskim koordinatama λ = 48⁰ 35' 04" E, φ = 40⁰ 46 '20"N. Ovde broj vedrih noći pogodnih za posmatranje dostiže 150-180 godišnje.
U septembru 2008. godine u opservatoriji su izvršene znatne popravke.

## Spoljašnje veze
- Shao.az (језик: азерски) (језик: енглески)